# Dulce Nombre de Culmí
Dulce Nombre de Culmí is een gemeente (gemeentecode 1505) in het departement Olancho in Honduras.
Het dorp lag eerder 4 kilometer naar het oosten, op een plaats die nu Pueblo Viejo ("Het oude dorp") heet. Op initiatief van de Spaanse missionaris Manuel de Jesús Subirana werd het naar de huidige positie verplaatst. Het maakte deel uit van de gemeente Catacamas, tot het in 1898 een zelfstandige gemeente werd.
De naam Culmí is een verbastering van Kurmi, een plaatselijke boomsoort. Enkele fraters die door dit gebied kwamen op doorreis van Guatemala naar de Atlantische kust, voegden hier de naam Dulce Nombre ("Heilige Naam van Maria") aan toe.
Het dorp ligt in de Vallei van Olancho, in een bergachtig gebied. Er wordt koffie geteeld en vee gehouden. Het dorp is te bereiken vanuit Catacamas. Het is de toegang tot het Biosfeerreservaat Río Plátano.
Het dorp heeft enkele basisscholen en een middelbare school. Er is elektriciteit en telefoon. In het dorp wonen veel Pech, die naast het Spaans hun eigen taal spreken.

## Bevolking
De bevolking is als volgt verdeeld:
| Vrouwen | 15.009 | 48,7% |
| Mannen  | 15.827 | 51,3% |

## Dorpen
De gemeente bestaat uit 27 dorpen (aldea), waarvan het grootste qua inwoneraantal: Dulce Nombre de Culmí (code 150501) en La Llorona (150510).